# Жёлтый Клин
Жёлтый Клин (укр. Жовтий Клин) — историческая область значительного расселения украинцев в районе лесостепей (откуда и метафора «жёлтый») Нижнего Поволжья. Первоначально клином украинцы называли земельный надел, а к концу XIX века так стали называть заселённые украинцами земли к востоку от основной территории Украины.
Известны также «Зелёный Клин» (юг Дальнего Востока), «Малиновый Клин» (Кубань) и «Серый Клин» (Юго-Западная Сибирь и Северный Казахстан).

## История украинцев Поволжья
История украинцев Поволжья во многом связана с историей местных народов. Помимо русских, важное присутствие в регионе на протяжении его истории имели татары и мордва. Расселившиеся в пределах Поволжья украинцы не представляли единой общности, сильно различаясь между собой социальным происхождением, территорией выхода и другими немаловажными факторами. В свою очередь, на каждую отдельную группу украинцев оказывало воздействие специфика конкретного региона, где они селились на жительство. В результате со временем это способствовало формированию на основе (условно) единого украинского этноса целого ряда этнических групп. В целом они имели общие исторические корни, но теперь уже в Нижнем Поволжье различались между собой — образом жизни, диалектами, совершенно иным мироощущением и мировоззрением, способствующих появлению новых культурных традиций.
Из-за сильных различий невозможно привести к единому знаменателю зачастую даже украинцев одной губернии. В этом есть и уникальность ситуации, но по этой же причине именно с этим связаны основные ошибки, совершаемые в истории. Группа украинских селений, находящихся где-нибудь под Самарой, и украинцев, живущих под Камышиным, объединяло прошлое — общая принадлежность к украинской культуре. Образ же жизни, деятельность и история их появления совершенно различны. Совершенно особняком ото всех стоит группа украинцев, расселившаяся на левом берегу Волги, напротив Саратова, там, где сегодня расположился Энгельс. Данная группа украинцев оказалась буквально врезана в «море» многочисленных немецких колоний Поволжья. Следует заметить, что украинцы стали на 15 лет раньше заселять левобережье Волги. Но, несмотря на это, поскольку численность немцев-колонистов была больше, лингвист Георгий Дингес ввёл даже в научный оборот понятие «покровский клин». Эти обстоятельства, а также особенности появления украинцев на данных землях (в связи с реализацией правительством крупного внешнеполитического проекта), сыграли важнейшую роль в формировании их мировоззрения. Это проявилось в создании богатого и удивительного мифического и поэтического наследия, не имеющего аналогов среди других украинских групп Нижнего Поволжья.

## Украинская колонизация
Массовое заселение украинцами края началось после Переяславской Рады. Так украинцы вместе с русскими постепенно заселяют бассейн Дона, Кубань, массово переселяются за Волгу, оседают в Приуралье. Так возникают Жёлтый Клин (Нижнее Поволжье), Малиновый Клин (Кубань), Серый Клин (Северный Казахстан и Южная Сибирь), Зелёный Клин (юг Дальнего Востока) и т. д.
Национальный состав одного из регионов нижнего Поволжья Сталинградской губернии (до 1925 Царицынской) по данным переписи населения СССР 1926 года:
| № | Этнос            | Численность |
| - | ---------------- | ----------- |
| 1 | Русские          | 1 221 997   |
| 2 | Украинцы         | 140 853     |
| 3 | Поволжские немцы | 12 850      |
| 4 | Татары           | 12 167      |
| 5 | Калмыки          | 5 173       |
| 6 | Другие           | 14 712      |
|   | Всего            | 1 407 752   |

Национальный состав Саратовской губернии по переписи 1926 года:
| № | Этнос            | Численность |
| - | ---------------- | ----------- |
| 1 | Русские          | 2 345 150   |
| 2 | Украинцы         | 202 279     |
| 3 | Мордва           | 154 874     |
| 4 | Татары           | 115 313     |
| 5 | Поволжские немцы | 41 214      |
| 6 | Другие           | 37 450      |
|   | Всего            | 2 896 280   |

Национальный состав Оренбургской губернии по переписи 1926 года:
| № | Национальность | Численность |
| - | -------------- | ----------- |
| 1 | Русские        | 527 954     |
| 2 | Украинцы       | 112 108     |
| 3 | Татары         | 53 769      |
| 4 | Мордва         | 23 602      |
| 5 | Башкиры        | 15 081      |
| 6 | Другие         | 40 299      |
|   | Всего          | 772 813     |

По итогам переписи в 1926 году в Сталинградской губернии проживало 1 407 752 чел., в том числе 140 853 украинцев; в Саратовской губернии 2 896 280 чел., в том числе 202 279 украинцев; в Оренбургской губернии 772 813 чел., в том числе 112 108 украинцев.
Украинское присутствие на территории современного Жёлтого Клина неравномерно, что объясняется долгими и многогранными процессами взаимодействия с русским народом. Но здесь присутствуют почти «чисто» украинские сёла, смешанные русско-украинские сельские округа. Больше всего украинцев, однако, проживает в городах Саратов, Волгоград, Энгельс, Камышин и Астрахань.